# ヴィッラノヴァフォッル
ヴィッラノヴァフォッル（イタリア語: Villanovaforru）は、イタリア共和国サルデーニャ自治州南サルデーニャ県にある、人口約700人の基礎自治体（コムーネ）。

## 地理

### 位置・広がり

#### 隣接コムーネ
隣接するコムーネは以下の通り。
- コッリーナス
- ルナマトローナ
- サンルーリ
- サルダラ